# Pere Farran Climent
Pere Farran Climent (Sentmenat, Vallès Occidental, 1934 - Sabadell, Vallès Occidental, 6 de juny del 2003) va ser un fotoperiodista català. Va morir a causa d'un infart, mentre cobria el sopar del 50è aniversari de l'OAR Gràcia Handbol.
Els fotògrafs Farran, Pere Farran Climent i el seu fill, van ser dos fotoperiodistes reconeguts a Sabadell durant l'últim terç del segle xx. Des de l'any 2011, al carrer del Quebec de Sabadell s'hi poden veure tres escultures de bronze que representen dues càmeres fotogràfiques i una bossa per transportar objectius i l'utillatge, a mida real, obra de l'escultora Mar Hernández, que tenen per finalitat recordar els fotògrafs Farran.
Abans d'especialitzar-se en la informació local a la premsa sabadellenca, Pere Farran Climent ja comptava amb una amplia experiència en l'àmbit del fotoperiodisme. ja que havia treballat a El Mundo Deportivo, La Vanguardia i l'Agencia Efe. Cal dir que va ser un dels primers periodistes gràfics espanyols que va viatjar a Rússia, el 1970, amb l'objectiu de fotografiar el partit de futbol URSS-Espanya, viatge que va aprofitar per retratar aspectes de la vida soviètica de l'època.

## Obres publicades
- Pere Farran és autor de les il·lustracions fotogràfiques de dues obres que es troben a l'Arxiu Històric de Sabadell. Les obres són les següents:[4]

- Ripoll, Joan (text); Farran, P. (fotografies) «Crònica del Premi Sant Joan de Novel·la Catalana». Quadern. Amics de les Arts i de les Lletres de Sabadell, núm. 65, Nadal 1988, pàg. 274-275.
- J.T. (text); Farran, Pere (fotografies) «Del desè aniversari de Quadern». Quadern. Amics de les Arts i de les Lletres de Sabadell, núm. 63, 6-1988, pàg. 198-199.